# Krakor (distrikt)
Krakor är ett distrikt i Kambodja.   Det ligger i provinsen Pursat, i den centrala delen av landet, 130 km nordväst om huvudstaden Phnom Penh. Antalet invånare är 74 222.